# Masacre de los Latinos
La Masacre de los Latinos tuvo lugar en Constantinopla, la capital del Imperio bizantino, en mayo de 1182. Fue una masacre a gran escala de católicos o comerciantes "latinos" y sus familias, quienes en ese tiempo dominaban el comercio marítimo y el sector financiero de la ciudad. Aunque no existen datos exactos, se estima que gran parte de la comunidad latina, unas 60.000 personas, fueron exterminadas o se vieron forzadas a abandonar la ciudad. Las comunidades genovesas y pisanas fueron las más afectadas por las matanzas, y unos 4.000 sobrevivientes fueron vendidos como esclavos al Sultanato de Rum.
La masacre deterioró aún más las relaciones entre las Iglesias cristianas de oriente y occidente, y una serie de conflictos estallaron luego de este incidente.

## Antecedentes
Desde finales del siglo XI, comerciantes occidentales, principalmente de las ciudades-estado italianas de Venecia, Génova y Pisa, comenzaron a tener una presencia importante en el oriente. Los primeros fueron los venecianos, quienes habían asegurado grandes concesiones comerciales del emperador bizantino Alejo I Comneno. Posteriores extensiones de estos privilegios y la misma impotencia naval bizantina en su momento resultaron en un virtual monopolio marítimo y fuerte influencia veneciana sobre el imperio. El nieto de Alejo, Manuel I Comneno, con intenciones de reducir su influencia, comenzó a recortar los privilegios de Venecia al mismo tiempo que cerraba tratos con sus rivales: Pisa, Génova y Amalfi. Poco a poco, se les fue permitiendo a las cuatro ciudades italianas establecer sus propios distritos en la parte norte de Constantinopla, hacia el Cuerno de Oro.
El dominio de los comerciantes italianos fue causa de agitación política y económica en Bizancio: aceleró el declive de los comerciantes independientes locales en favor de grandes exportadores, quienes terminaron involucrándose con la aristocracia, y quienes por su parte se hicieron de grandes propiedades. Esto, junto con la arrogancia que percibían de los italianos, sirvieron para exacerbar el resentimiento popular entre las clases medias y bajas, tanto en las ciudades como en el campo. Las diferencias religiosas entre ambos grupos, quienes se veían los unos a los otros como cismáticos, empeoraron aún más el problema. Los italianos llegaron a ser incontrolables para las autoridades imperiales: en 1162, por ejemplo, los pisanos y venecianos saquearon el distrito genovés en Constantinopla, causando grandes daños.  Luego de esto el emperador expulsó a gran parte de los genoveses y pisanos de la ciudad, dándole así pase libre a los venecianos por varios años.
No obstante, a principios de 1171, cuando los venecianos atacaron y destruyeron prácticamente todo el distrito genovés de Constantinopla, el emperador respondió ordenando el arresto masivo de todos los venecianos en el imperio y la confiscación de sus posesiones. Posteriormente, Venecia intentó una incursión militar en el mar Egeo, pero debido a que un asalto frontal era imposible debido a la fuerza del ejército bizantino, los venecianos se vieron obligados a entrar en negociaciones con el imperio, las cuales fueron retrasadas en forma intencional por parte del emperador. A medida que las charlas se extendieron hasta el invierno, la flota veneciana que esperaba en Quíos se vio obligada a retirarse debido a un brote de peste.  La guerra continuó entre Bizancio y Venecia; estos últimos, prudentemente, evitaron enfrentarse al imperio en forma directa pero auspiciaron levantamientos serbios, asediaron Ancona, el último bastión bizantino en Italia, y firmaron un tratado con el Reino Normando de Sicilia. Las relaciones se fueron normalizando en forma gradual, y pese a que se firmó un tratado en 1179, las relaciones entre ambos reinos se restauraron totalmente a mediados de los años 1180s. Mientras tanto, los genoveses y pisanos se beneficiaron de las disputas con Venecia, y para 1180, se estima que unos 60.000 latinos vivían en Constantinopla.

## Muerte de Manuel I y la masacre
Luego de la muerte de Manuel I en 1180, su viuda, la princesa latina María de Antioquía cumplió la función de regente de su joven hijo Alejo II Comneno. Su regencia fue notable por su favoritismo por los comerciantes latinos y los grandes terratenientes de la aristocracia, y fue depuesta en abril de 1182 por Andrónico I Comneno, quien entró en la ciudad impulsando por un amplio apoyo popular. Casi en forma inmediata, las celebraciones se convirtieron en violencia en contra de los odiados latinos, y luego de entrar al distrito latino de la ciudad, la turba enfurecida comenzó a atacar a sus habitantes. Muchos anticiparon lo que sucedería y escaparon por el mar. La masacre fue indiscriminada: ni las mujeres o niños fueron perdonados, y los pacientes latinos que estaban en cama en los hospitales fueron matados. Se saquearon casas, iglesias y organizaciones caritativas. Los sacerdotes latinos recibieron atención especial, y el cardenal Juan, el representante del Papa, fue decapitado y su cabeza arrastrada por las calles por un perro. El arzobispo Eustacio de Tesalónica describió la matanza en los siguientes términos:

Contar las desgracias que entonces sufrieron los latinos, el fuego que devoró sus bienes, sin tener en cuenta los saqueos que sufrieron, y los accidentes ocurridos en las playas y en las calles, sería empresa difícil. Ya que no sólo los latinos armados eran la presa de los hombres de Andrónico, sino que la gente, que no podía defenderse, no suscitaba ni la más mínima piedad. De hecho, las mujeres y los niños eran abatidos por sus espadas. Pero el espectáculo más horrible se daba cuando el hierro enemigo, abriendo el vientre de las mujeres encintas, sacaba el feto que, después de haber visto antes de tiempo la luz del sol, era acogido por las tinieblas del infierno, muriendo antes todavía de estar perfectamente vivo. Y esto era bestial, no comparable a otras formas de locura. Cayó también un sacerdote latino, no sé si venido en embajada de la antigua Roma o de Sicilia, o sea romano o siciliano. Y cayó con todos los ornamentos sagrados que él se había puesto en vez de las armas, con la esperanza de que los malvados lo respetasen.

Pese a que Andrónico no tomó ninguna posición anti-latina en particular, permitió que la masacre se llevase a cabo sin oposición. Irónicamente, unos años después, el mismo Andrónico fue depuesto y entregado a una turba de ciudadanos de Constantinopla, y fue torturado y ejecutado en forma sumaria en el hipódromo por soldados latinos.

## Consecuencias
La masacre empeoró aún más la imagen de los bizantinos en occidente, y aunque acuerdos comerciales regulares fueron restablecidos poco después entre Bizancio y los estados latinos, la hostilidad subyacente se mantuvo, llevando a una serie de hostilidades. Una expedición normanda liderada por Guillermo II de Sicilia en 1185 saqueó Tesalónica, la segunda ciudad más grande del imperio, y los emperadores alemanes Federico Barbarroja y Enrique VI amenazaron con atacar Constantinopla. La deteriorada relación llegó a su cúspide con el brutal saqueo de Constantinopla por parte de la Cuarta Cruzada en 1204, lo que llevó al alienamiento permanente de ortodoxos y católicos. La masacre continúa siendo relativamente oscura, y el historiador católico Warren Carroll observa que "los historiadores que hacen recuerdo en forma eloquente e indignada - con considerable razón - sobre el saqueo de Costantinopla... pocas veces o nunca mencionan la masacre de occidentales en... 1182".